# Yoshio Masui
Pour les articles homonymes, voir Masui.
Yoshio Masui, né le 1er janvier 1931 à Kyoto et mort le 18 avril 2024, est un biologiste cellulaire japonais et canadien.

## Apports scientifiques
- 2005 : Midblastula transition (MBT) of the cell cycles in the yolk and pigment granule-free translucent blastomeres obtained from centrifuged Xenopus embryos
- 2009 : From cell differentiation to the cell cycle: how failing in biochemistry led to success in morphology

## Prix et distinctions
- 1992 : Prix Gairdner[3]
- 1998 : Prix Albert-Lasker pour la recherche médicale fondamentale[4]
- 2003 : Élevé au rang d'officier de l'Ordre du Canada